# Varrains
Varrains è un comune francese di 1 229 abitanti situato nel dipartimento del Maine e Loira nella regione dei Paesi della Loira.
Ha dato i natali al medico Auguste Bérard.

## Società

### Evoluzione demografica
Abitanti censiti